# Goldschopfpinguin
Der Goldschopfpinguin (Eudyptes chrysolophus) ist eine Pinguinart aus der Gattung der Schopfpinguine. Er ist weltweit die häufigste Pinguinart und kommt auf vielen subantarktischen Inseln sowie im äußersten Süden Südamerikas vor. Trotz der großen Population schätzt die IUCN den Goldschopfpinguin als gefährdet (vulnerable) ein, weil seit mindestens drei Generationen die Populationszahlen stark zurückgehen. Es werden keine Unterarten unterschieden.
Der sehr ähnliche Haubenpinguin, der fast ausschließlich auf den Macquarieinsel brütete, galt lange als Unterart des Goldschopfpinguins, wird aber heute fast durchgängig als eigenständige Art eingeordnet.

## Beschreibung

### Größe, Gewicht und Alter
Der Goldschopfpinguin ist mit einer Größe von bis zu 71 Zentimeter der größte Vertreter der Gattung der Schopfpinguine. Ein auffälliger Sexualdimorphismus ist nicht vorhanden. Weibliche Goldschopfpinguine sind lediglich etwas kleiner als männliche, was besonders auffällt, wenn Brutpaare beobachtet werden können. Das Gewicht von Goldschopfpinguinen variiert beträchtlich im Verlauf des Jahres. Bei Männchen schwankt es zwischen 3,4 und 6,4 Kilogramm. Weibchen haben eine Gewichtsspanne von 3,2 bis 5,7 Kilogramm. Ihr Gewichtsmaximum erreichen Goldschopfpinguine gewöhnlich kurz vor der Mauser. Am leichtesten sind sie nach der Mauser. Die durchschnittliche Lebenserwartung beträgt 12 Jahre.

### Adulte Goldschopfpinguine

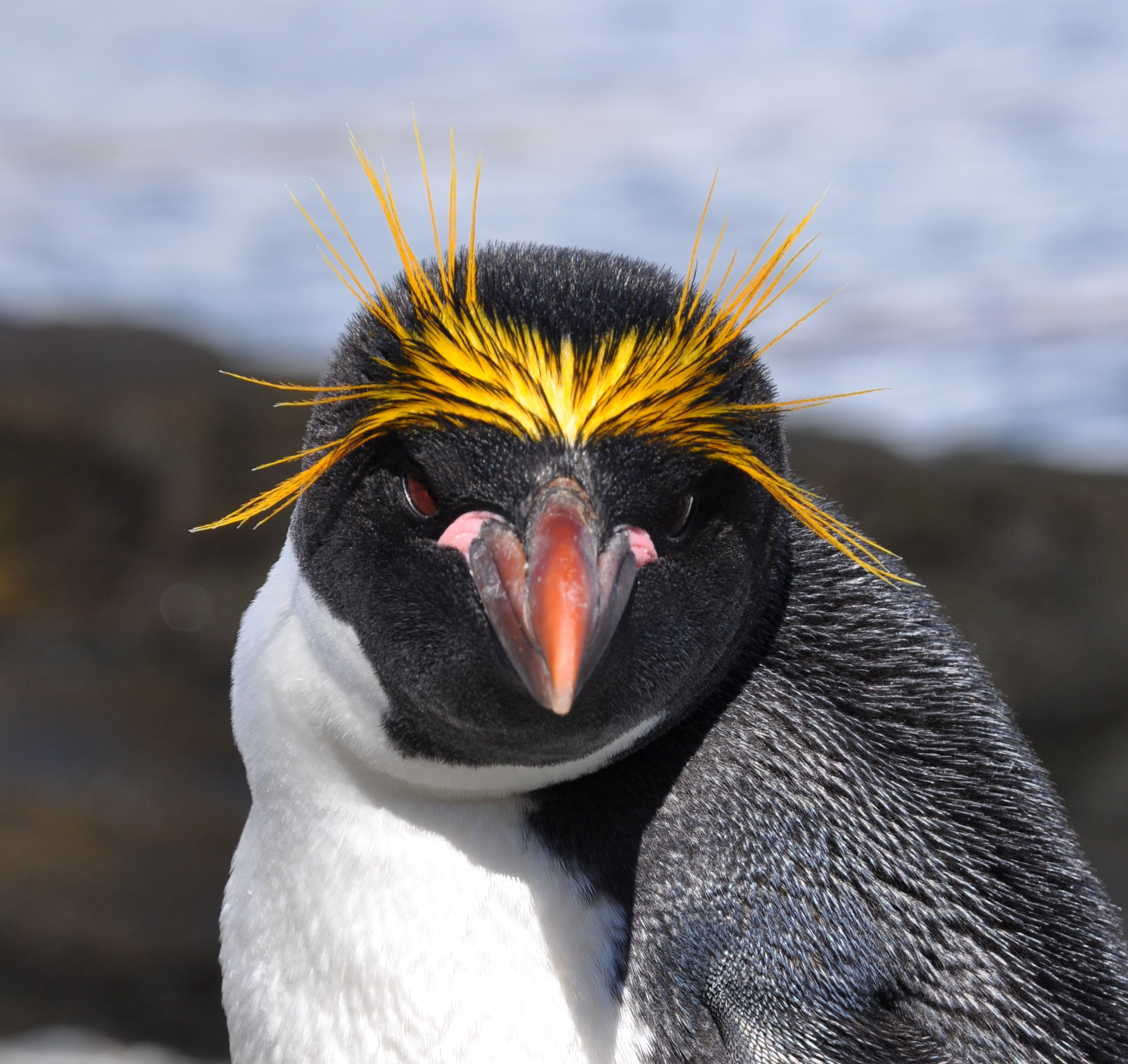
Porträt

Kopf, Kinn und Kehle sind bläulich schwarz. Die auffälligen und verlängerten goldgelben Federn wachsen an der Stirn etwa einen Zentimeter von der Schnabelbasis entfernt. Sie sind nach hinten gerichtet und weisen hinter dem Auge nach unten und nach oben. Die Körperoberseite und der Schwanz sind frisch vermausert bläulich schwarz. Das Gefieder wirkt kurz vor der Mauser etwas bräunlicher. Die Körperunterseite ist weiß und scharf von der schwarzen Kehle abgesetzt. Die zu Flossen umgestalteten Flügel sind auf der Oberseite bläulich schwarz mit einer dünnen weißen Linie auf der Flossenseite. Die Unterseite ist weiß mit einem schwarzen Fleck am Flossenende. Der große und kräftige Schnabel ist dunkel orangebraun, bei älteren Vögeln weist der Oberschnabel gelegentlich senkrechte Rillen auf. Ein auffälliges rosafarbenes Dreieck nicht befiederter Haut verläuft von der Schnabelbasis bis zum Auge. Die Iris ist rötlich. Füße und Beine variieren von einem fleischfarbenen Ton bis zu einem kräftigen Rosa. Die Sohlen sind schwärzlich.
Vereinzelt werden weißgesichtige sowie generell blasser gezeichnete Goldschopfpinguine beobachtet, die in ihrem Gefieder große Ähnlichkeit mit dem Haubenpinguin aufweisen. Es ist noch nicht gesichert, ob es sich dabei um Farbmorphen oder gar um Hybriden mit dem Haubenpinguin handelt. Gelegentlich pflanzt sich der Goldschopfpinguin auch mit dem Felsenpinguin fort.

### Jungvögel
Jungvögel können anhand von Gefiederunterschieden bis zu einem Alter von zwei Jahren von den adulten Goldschopfpinguinen unterschieden werden. Bis ins Alter von einem Jahr sind sie auffallend kleiner als die adulten Goldschopfpinguine. Sie weisen in diesem Zeitraum entweder keine oder nur vereinzelte goldgelbe Federn auf der Stirn auf. Der Schnabel ist schmäler, weniger kräftig und matt braun gefärbt. Ältere Jungvögel haben bereits die für Goldschopfpinguine typischen verlängerten Gesichtsfedern, jedoch ist der Federschopf noch kleiner als bei geschlechtsreifen Vögeln. Noch nicht brütende drei bis vier Jahre alte Goldschopfpinguine sind äußerlich nicht mehr von den geschlechtsreifen Vögeln zu unterscheiden. Ihre Geschlechtsreife erreichen sie im fünften bis sechsten Lebensjahr.

## Stimme

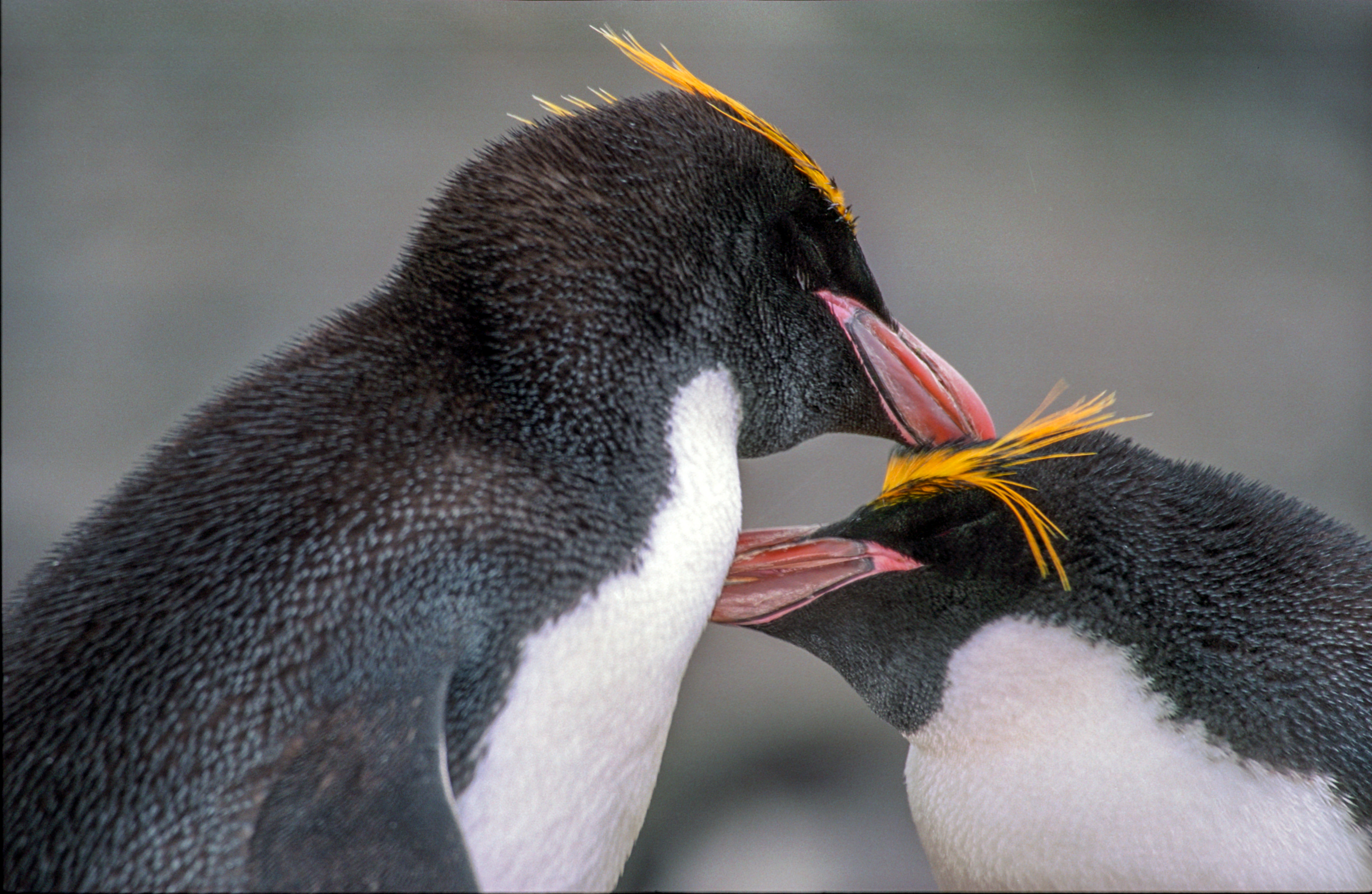
Goldschopfpinguine

Das Lautrepertoire der Goldschopfpinguine ähnelt dem anderer Schopfpinguine. Besonders ruffreudig sind sie in den Brutkolonien in der Zeit, wenn sich die Paare finden und sie ihr unmittelbares Brutrevier etablieren. Während der Zeit, in der die Gelege bebrütet werden, sind dagegen in den Brutkolonien verhältnismäßig wenig Rufe zu vernehmen. Lediglich wenn sich die Elternvögel bei der Brut ablösen, sind mehr Rufe zu hören.
Die meisten Rufe bestehen aus einem lauten und harschen Belllaut sowie trompetenähnlichen Rufen. Die beiden Vögel eines Paares sowie das dazugehörende Küken erkennen sich an der Stimme, der genaue Niststandort spielt beim Wiederfinden des Partnervogels oder des Kükens keine oder nur eine untergeordnete Rolle. Im Rufrepertoire lassen sich lokale Unterschiede feststellen. So sind die Lautäußerungen von Goldschopfpinguinen, die auf Südgeorgien brüten, schneller im Rhythmus und etwas höher. Männchen rufen etwas länger und haben grundsätzlich eine etwas tiefere Stimme.
Zum Rufrepertoire gehören kurze einsilbige Rufe, die als Kontaktruf gelten. Trompetenähnliche Rufe sind vor allem zu hören, wenn sich die Partner bei der Bebrütung des Geleges abwechseln. Die Rufe der Küken sind für die Elternvögel erst eine Woche nach dem Schlüpfen unterscheidbar.

## Verbreitung

Verbreitungskarte

Der Goldschopfpinguin kommt nahezu zirkumpolar vor. Sein Brutareal umfasst subantarktische Inseln des Indischen Ozeans und des Atlantischen Ozeans zwischen der 46. und der 65. südlichen Breite. Er hält sich dabei gewöhnlich nördlich der Packeisgrenze auf. Es gibt mindestens eine Brutkolonie, die sich auf der Antarktischen Halbinsel befindet. Er ist damit der am weitesten im Süden brütende Schopfpinguin. Das Gebiet, in denen sich Goldschopfpinguine außerhalb ihrer Fortpflanzungszeit aufhalten, ist bislang weitgehend unbekannt. Vermutlich hält er sich jedoch in antarktischen Gewässern zwischen der 45. und der 65. südlichen Breite auf. Irrgäste wurden bislang vor den Küsten Südafrikas, Australiens und Neuseelands beobachtet. Beobachtungen an Land fehlen außerhalb der Fortpflanzungszeit. Es wird daher unterstellt, dass er außerhalb der Fortpflanzungszeit pelagisch lebt.
Brutkolonien des Goldschopfpinguins finden sich auf zahlreichen subantarktischen Inseln. Zu den wichtigsten zählen Kerguelen, Crozet-Archipel, Heard und McDonaldinseln, Prinz-Edward-Inseln sowie Bouvetinsel, Südgeorgien, Südliche Shetlandinseln und Südliche Orkneyinseln, wobei die Kolonien auf Südgeorgien mit Abstand am größten sind. Neun kleine Kolonien finden sich auch auf Inseln an der Südspitze Südamerikas. Auch von den Falklandinseln werden gelegentlich brütende Goldschopfpinguine gemeldet. Dort verpaaren sie sich gelegentlich auch mit Felsenpinguinen und für 1995 gibt es Hinweise, dass ein Brutvogel beobachtet wurde, dessen Schnabel und Gesichtsgefieder es möglich erscheinen lässt, dass es sich um einen Hybriden aus einer solchen Paarung handelt.
Brutkolonien finden sich auf steilen, felsigen Hängen der Küste. Typischerweise fehlt an den Stellen, an denen sich Brutkolonien befinden, Vegetation. Allerdings gibt es auch vereinzelte Kolonien, wo Goldschopfpinguine zwischen Grasbüscheln brüten.

## Ernährung
Goldschopfpinguine fressen Krebstiere (zum Beispiel Euphausia, Thysanoessa, Munida gregaria, Themisto gaudichaudii), Kalmare (Gonatus antarcticus, Loligo gahi) und Fische (Notothenia, Champsocephalus gunneri). Fische und Kopffüßer spielen vor allem gegen Ende der Aufzucht der Jungvögel eine größere Rolle. Während ihrer Nahrungssuche unternehmen Goldschopfpinguine Tauchgänge bis zu einer maximalen Tiefe von 115 Metern. Gewöhnlich finden sie ihre Nahrung jedoch in Gewässertiefen zwischen 15 und 50 Meter. Die Nahrungssuche findet überwiegend während des Tages statt. Goldschopfpinguine sind gewöhnlich zwischen 11 und 12 Stunden auf Nahrungssuche. Während der Fortpflanzungszeit können sie aber zwischen 25 und 50 Stunden auf Nahrungssuche sein und gegen Ende der Nachwuchsaufzucht suchen sie auch zunehmend in der Nacht nach Nahrung. Während der Brutzeit und kurz vor der Mauser sind Goldschopfpinguine aber auch zehn bis zwanzig Tage abwesend, um nach Nahrung zu suchen.
Während der Jungenaufzucht verlassen Goldschopfpinguine gewöhnlich die Brutkolonie während der frühen Morgenstunden zwischen 5:00 und 7:00 Uhr und kehren gegen 18 Uhr wieder zurück. Ihre Nahrung finden sie gewöhnlich in der Region von Kontinentalschelfen. In Südgeorgien liegen diese Nahrungsgründe etwa 50 Kilometer von den Brutkolonien entfernt. Goldschopfpinguine verbringen durchschnittlich 38 Prozent ihrer Nahrungssuche damit, zu diesen Nahrungsgründen zu finden. Sie schwimmen dabei etwa mit einer Geschwindigkeit von 2,08 Meter pro Sekunde. Während ihrer Tauchgänge sind sie durchschnittlich 1,48 Minuten unter Wasser. 48 Prozent der Zeit während der Nahrungssuche verbringen sie unter Wasser. Alle Tauchgänge verlaufen V-förmig, das heißt, dass der Goldschopfpinguin keine längere Zeit in der tiefsten Gewässerschicht verbringt, sondern nach Erreichen der maximalen Tiefe sofort wieder auftaucht.

## Fortpflanzung

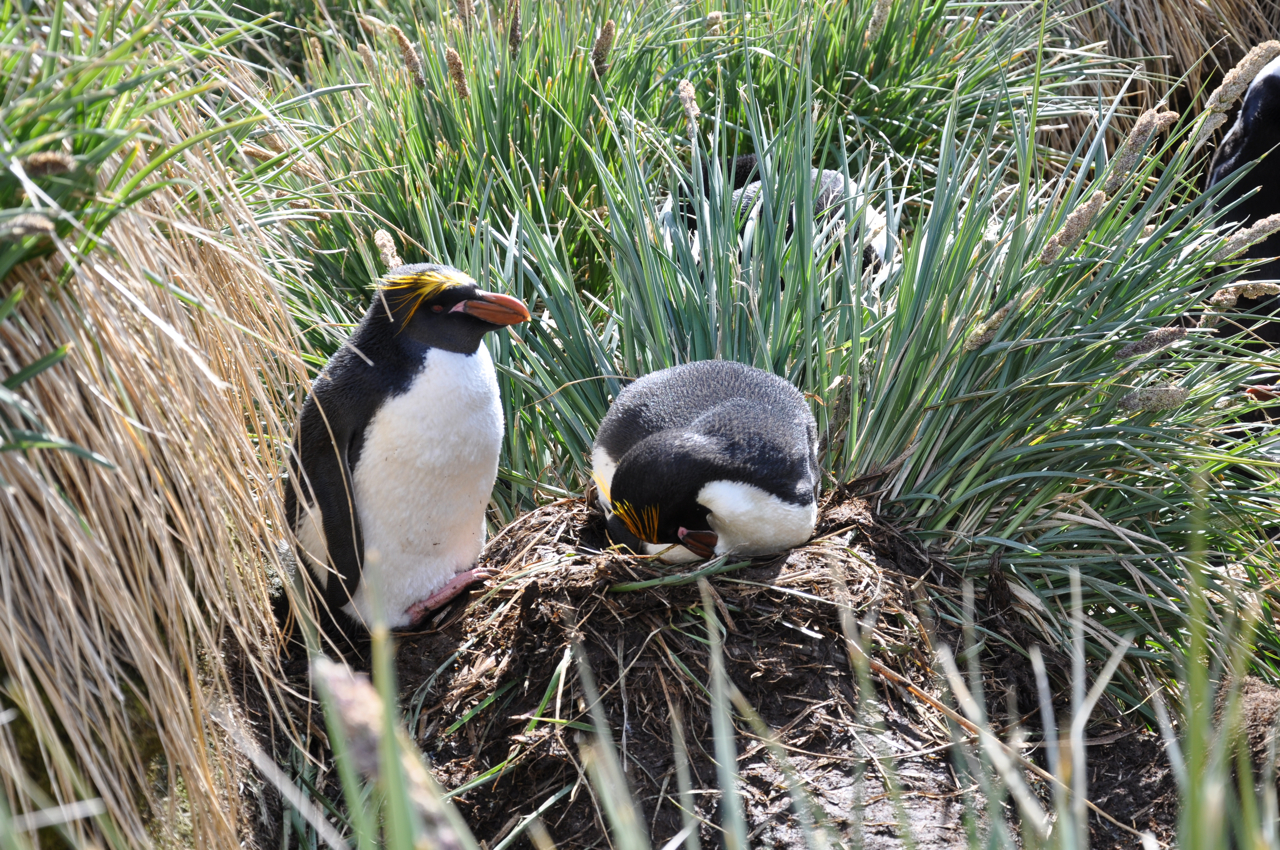
Brütende Goldschopfpinguine

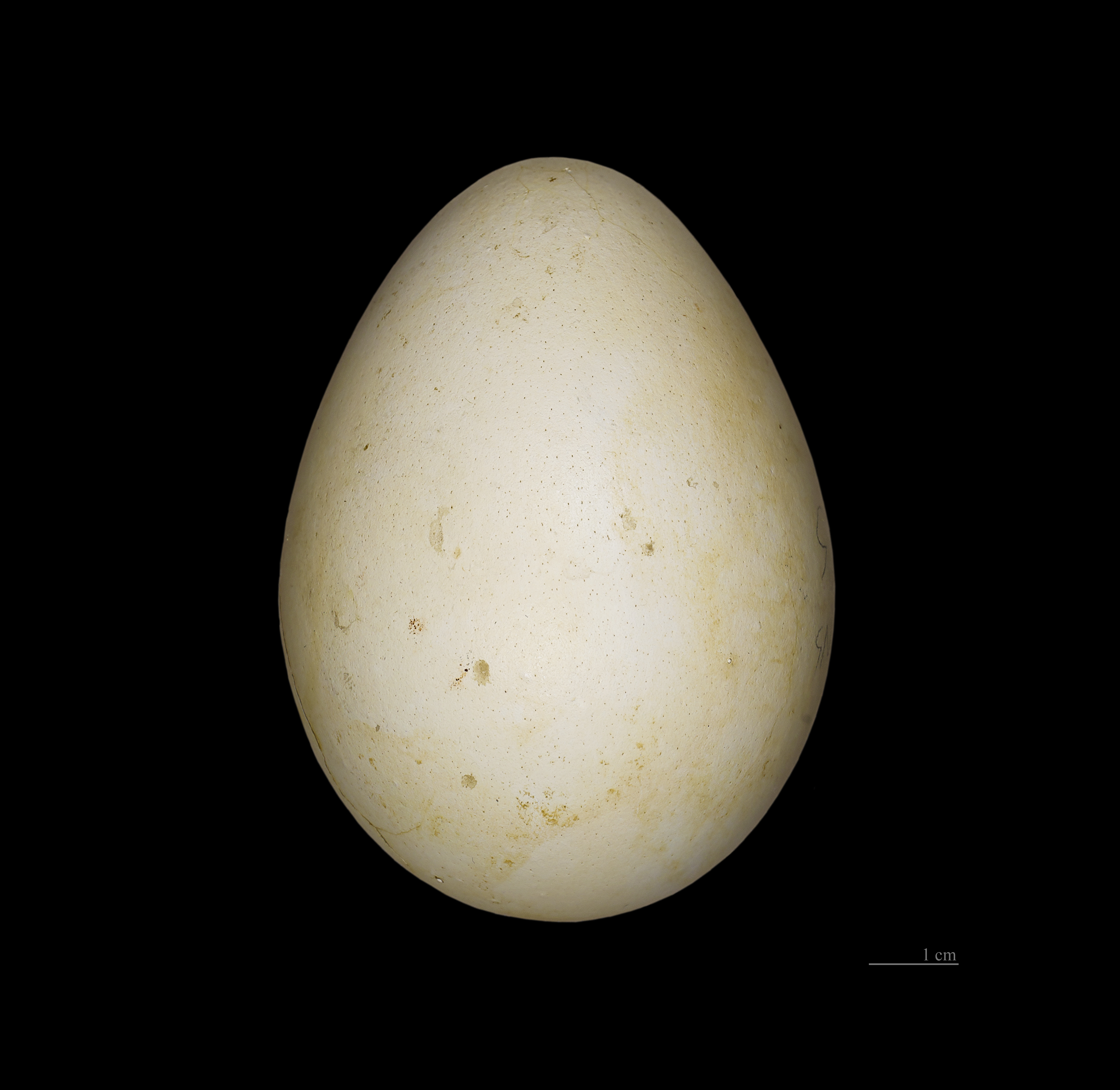
Ei des Goldschopfpinguins

Weibliche Tiere brüten ab dem fünften Lebensjahr, männliche Tiere nur selten vor dem sechsten. Sie sind sehr orts- und partnertreu.
Die Brutzeit beginnt Mitte Oktober. Als Brutplatz dienen Felsküsten und niedrige Klippen, die Nestdichte beträgt 0,7 bis 1,4 Nester pro Quadratmeter. Im Abstand von vier bis fünf Tagen werden zwei Eier gelegt, das erste wiegt rund 93 Gramm, das zweite rund 150 Gramm. Das zweite Ei liegt dabei hinter dem ersten, wo die Temperatur am stabilsten ist und das Ei weniger stark der Gefahr des Verlustes oder des Raubs unterliegt. Das kleinere erste Ei bedarf einer längeren Brutzeit und wird nur selten erfolgreich bebrütet.
Die Brutzeit dauert rund fünf Wochen und teilt sich in drei gleich lang dauernde Phasen. In der ersten Phase sind beide Elternteile am Nest, in der zweiten brütet nur das Weibchen, in der dritten nur das Männchen; der jeweils andere Partner geht auf die Jagd. Das Weibchen kehrt teilweise erst eine Woche nach dem Schlupf der Küken zurück, solange müssen die Küken gegebenenfalls auf ihre erste Mahlzeit warten.
Nach dem Schlupf hudert das Männchen die Küken für weitere 24 Tage, während das Weibchen auf die Jagd geht. Die Küken werden nach ihrer ersten Mahlzeit täglich gefüttert, frisch geschlüpfte Küken brauchen rund 200 Gramm am Tag.
Am Ende der 24 Tage haben die Küken ihr zweites Dunenkleid entwickelt, verlassen die Nester und bilden mit anderen Küken Gruppen, die es beiden Eltern erlauben, das Nest zu verlassen und auf Jagd zu gehen, um dem wachsenden Nahrungsbedarf des Kükens nachzukommen (pro Fütterung zu dieser Zeit rund 1000 Gramm). Im Alter von 11 Wochen entwickeln die Tiere ein wasserfestes Federkleid und werden selbstständig.
Drei Wochen nachdem die Küken unabhängig geworden sind, beginnt die Mauser der Altvögel, die rund 25 Tage dauert. Anschließend verlassen die Vögel die Brutplätze, die Wintermonate verbringen sie im Meer.

## Feinde
Ausgewachsene Tiere haben an Land keine natürlichen Feinde, im Meer hingegen werden sie Beute von Orcas, Seeleoparden, Mähnenrobben und Seebären. Eier und Küken werden von Raubmöwen, Möwen und Greifvögeln gefressen.

## Bestand

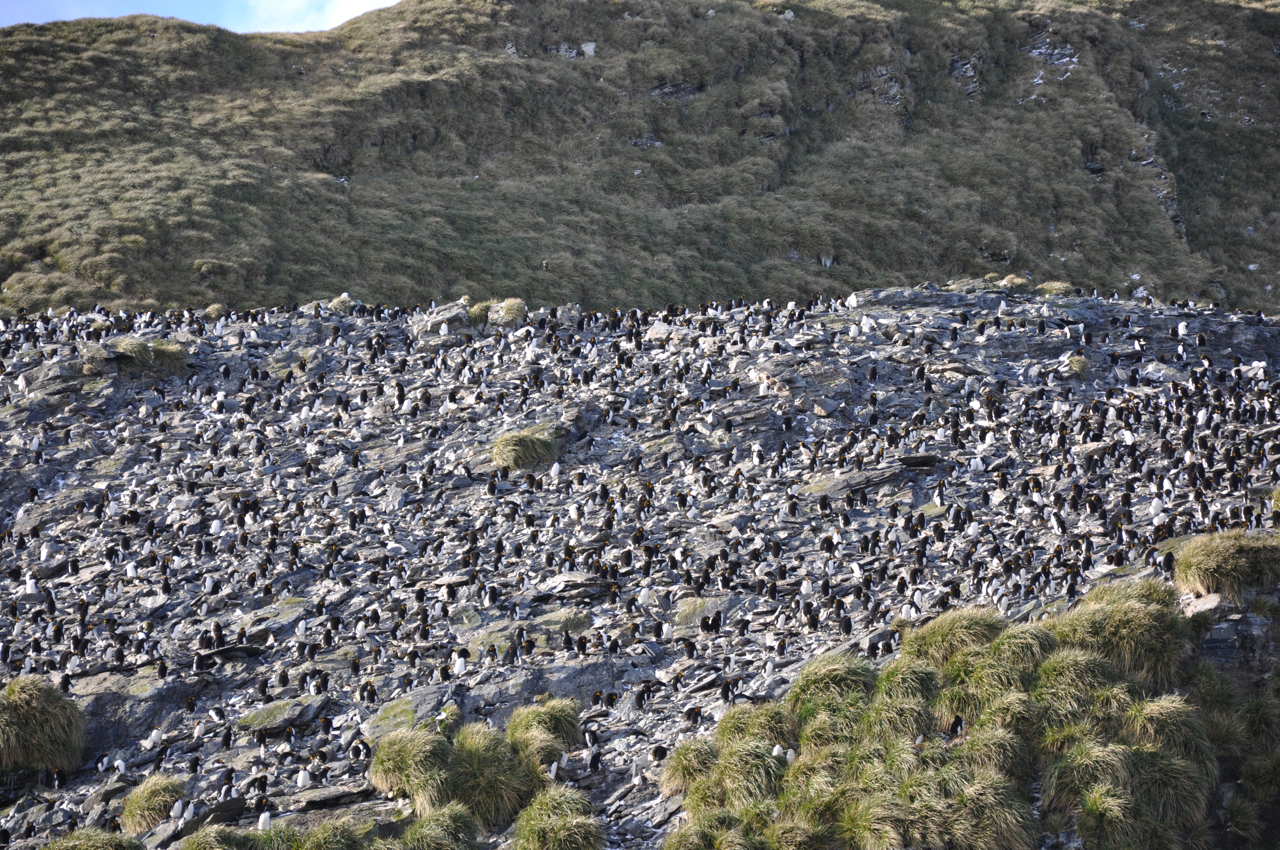
Brutkolonie auf Südgeorgien

Der Bestand des Goldschopfpinguins wird von der IUCN auf 18 Millionen geschlechtsreife Individuen geschätzt. Insgesamt kann man aber von mindestens 24 Millionen Individuen sprechen. Die größten Populationen finden sich auf den Inseln Ile des Pingouins der Crozetinseln, auf Heard und McDonald mit jeweils etwa einer Million Brutpaaren, den Kerguelen mit 1,8 Millionen Brutpaaren und Südgeorgien mit 2,5 Millionen Brutpaaren. Die Populationen auf Südgeorgien und Bouvet nahmen vermutlich in den 1960er und 1970er Jahren deutlich zu, haben aber seitdem wieder abgenommen. Gut untersuchte einzelne Populationen auf Südgeorgien nahmen zwischen 1986 und 1998 um 65 Prozent ab. Insgesamt geht man davon aus, dass der Brutvogelbestand auf Südgeorgien sich in den letzten zwanzig Jahren halbiert hat. Ähnliches gilt für untersuchte Populationen auf Marion, die sich zwischen 1979 und 1998 halbierten. Anders ist die Situation auf den Kerguelen, wo die Populationen zwischen 1962 und 1985 jährlich um ein Prozent zunahmen. Daten seit 1998 weisen darauf hin, dass die dortigen Brutkolonien in ihrer Bestandsgröße mindestens stabil sind oder möglicherweise sogar leicht zunehmen. Für die zahlenmäßig nicht sehr bedeutsamen Populationen, deren Brutkolonien sich auf südamerikanischem Boden befinden, gibt es nur wenige Daten, diese weisen jedoch auf einen stabilen Bestand hin.
Die wesentlichen bestandsbeeinflussenden Faktoren sind die, die alle Arten der südlichen Ozeane betreffen. Auf sie wirken sich die kommerzielle Fischerei, die Erwärmung der Ozeane und die zunehmende Ölverschmutzung negativ aus.

## Namensgebung
Die erste wissenschaftliche Beschreibung und Benennung der Art gemäß binärer Nomenklatur geht auf den deutschen Naturforscher Johann Friedrich von Brandt im Jahr 1837 zurück. Der Name Eudyptes chrysolophus leitet sich vom griechischen εὖ (eu) für „gut“, δύπτες (dyptes) für „Taucher“, χρυσός (chrysos) für „golden“ und λοφός (lophos) für „Haarschopf“ ab. Im Englischen und in weiteren Sprachräumen ist die Art nach der Bezeichnung Macaroni benannt. Dabei handelt es sich um eine im 18. Jahrhundert vertretene Gruppe von oft auffällig frisierten und italienverliebten Modenarren, deren Name sich wiederum von der italienischen Pastasorte Makkaroni herleitet. Diesem Umstand verdankt beispielsweise auch der Macaroni Point seinen Namen, eine Landspitze von Deception Island in der Antarktis, die nach der Pinguinart benannt ist und zu deren Brutgebieten sie zählt.

## Belege

### Einzelbelege
1. 1 2 3  BirdLife Factsheet zum Goldschopfpinguin, aufgerufen am 21. November 2010
2. 1 2   Williams, S. 213
3. 1 2 3 4  Daniel Gilpin: Pinguine. Parragon, ISBN 978-1-4075-0629-6.
4. ↑   Williams, S. 211
5. ↑  Williams, S. 212
6. 1 2   Williams, S. 214.
7. 1 2 3 4   Williams, S. 215.
8. ↑  Robin und Anne Woods: Atlas of Breeding Birds of the Falkland Islands, Anthony Nelson, Shorpshire 1997, ISBN 0-904614-60-3, S. 35
9. ↑  Macaroni Penguin. In: Andrew J. Hund (Hrsg.), Antarctica and the Arctic Circle, Vol. I, ABC-CLIO, Santa Barbara 2014, ISBN 978-1-61069-392-9, S. 465, abgerufen am 5. Januar 2023 (englisch).
10. ↑  John P. Rafferty: macaroni penguin. In: Encyclopædia Britannica, abgerufen am 5. Januar 2023 (englisch); J. A. Simpson, E. S. C. Weiner (Hrsg.): Oxford English Dictionary. 2. Auflage, Band 9: Look–Mouke. Clarendon Press, Oxford 1989, ISBN 0-19-861221-4, S. 149.